# Izath

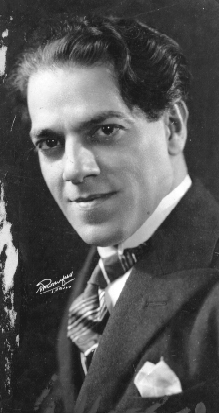
Villa-Lobos, compositor da ópera Izath.

Izath é o título de uma ópera em quatro atos de autoria de Heitor Villa-Lobos e libreto de Azevedo Jr. e Vilalba Filho (pseudônimo do compositor). Teve sua primeira apresentação no Rio de Janeiro em 1958. A ópera é a junção de duas outras anteriores Aglaia e Elisa.

## A ópera

### 1º ato
Na Taverna da Morte, no subterrâneo de um castelo abandonado, num subúrbio de Paris, o arruinado conde Makian (tenor), chefe de uma quadrilha de fascínoras, planeja juntamente com o espião Hadan (barítono) e sub-chefe Perruche (barítono), roubar a condessa La Perle (mezzo-soprano). Chega Izath (soprano), bela bailarina, acompanhada por um grupo de boêmios e a seguir, o visconde Gamart (tenor), companheiro da condessa. Izath, instalada pelos colegas, dança sobre a mesa mas é mal sucedida devido a tonteira e falta de forças. Fouru (baixo), seu pai, e castiga-a brutalmente até ser impedido por Gamart.

### 2º ato
No castelo da condessa há uma recepção por motivo do aniversário de Enith (soprano), tida como filha adotiva e noiva de Gamart. Introduzidos por uma amigo da condessa, entram Izath e seu secretário (Perruche disfarçado). A bailarina procura Gamart e ficando a sós com ele tenta seduzi-lo, não conseguindo, entretanto, seu intento. A condessa, mal informada pela dama de honra de Enith, fica desgostosa e Gamart retira-se da festa.

### 3º ato
No gabinete de trabalho do visconde Gamart, Perruche, que conseguiu ser admitido como criado, arromba o cofre deste. Afastado o velho mordomo, aparecem Izath e Makian. Este escreve uma carta a Enith como se fora Gamart, marcando encontro com sua noiva. Izath fica só a espera de Gamart a fim de tentar nova sedução e favorecer os planos em vista. Ao chegar, o visconde é surpreendido pela aparição misteriosa de uma moça, envolta em espesso véu, que tenta seduzi-lo. Reconhecendo a intrusa, Gamart repele-a indignado e chama pelos empregados. Aparecem Perruche e seus companheiros que subjugam a vítima despojando-a de seus bens. Izath, grata e apaixonada pelo seu defensor, demonstra seus verdadeiros sentimentos, escondendo-se de seus cúmplices e liberta Gamart finalmente.

### 4º ato
Nas proximidades da Taverna da Morte, Perruche relata a Malkian como fez chegar a carta falsa de Gamart às mãos de Enith, que comparece ao local indicado e Makian reconhece nela sua filha. Perruche quer abusar da moça, entrando em luta com Malkian. Fouru, embriagado, aparecendo numa das janelas do castelo em ruínas, atira sobre um vulto suspeito que por ali passava. Perruche, reconhecendo a voz de Izath, corre e encontra-a caída. A bailarina, supondo a vinda de Gamart e prevendo a luta inevitável, viera em auxílio do seu amado. Aparecem os frequentadores da taverna. Makian, emocionado, pede a sua filha Enith que socorra Izath, mortalmente ferida, não conseguindo, entretanto, demovê-la do ódio pela rival. Surge Gamart á procura de Enith; Izath clama por ele e morre em seus braços.